# Kokudō Kyūshi Ferry
La empresa Kokudo Kyushi Ferry (国道九四フェリー Kokudō Kyūshi Ferī?) es una sociedad anónima que presta un servicio de ferry en el Estrecho de Hoyo (豊予海峡 Hōyo-kaikyō?). Es parte del Grupo Kintetsu (近鉄グループ Kintetsu Gurūpu?).

## Características
Opera el tramo marítimo de la Ruta Nacional 197. Si bien existe un proyecto para construir un puente o un túnel en el Estrecho de Hoyo, este se encuentra en una etapa de evaluación.
Luego de que se mejorara la Ruta Nacional 197, se incrementó el tráfico vehicular y en consecuencia se agregaron servicios, constituyéndose en una de las principales rutas marítimas entre las prefecturas de Ehime y Ooita.

## Domicilio
Si bien el domicilio legal es Ookaido 3-5-1 de la Ciudad de Matsuyama en la Prefectura de Ehime, su centro de operaciones se encuentra en Saganoseki 750 de la Ciudad de Ooita en la Prefectura de Ooita.

## Servicio
- Puerto de Saganoseki (佐賀関港 Saganoseki-kō?) - Puerto de Misaki
  - Tiempo de viaje: 1 hora 10 minutos
  - Tiene la concesión desde abril de 1998.